# Курська (Мокроусовський округ)
Ку́рська (рос. Курская) — присілок у складі Мокроусовського округу Курганської області, Росія.
Населення — 109 осіб (2010, 120 у 2002).
Національний склад станом на 2002 рік:
- росіяни — 99 %